# Kotivka, Radomîșl
Kotivka (în ucraineană Котівка) este localitatea de reședință a comunei Kotivka din raionul Radomîșl, regiunea Jîtomîr, Ucraina.

## Demografie
Componența lingvistică a localității Kotivka
     Ucraineană (99,08%)
     Alte limbi (0,55%)
Conform recensământului din 2001, majoritatea populației localității Kotivka era vorbitoare de ucraineană (99,08%), existând în minoritate și vorbitori de alte limbi.